# Meda (figlia di Filante)
Meda (in greco antico: Μήδα?) è un personaggio della mitologia greca, figlia di Filante e madre di Antioco.

## Mitologia
Meda fu data ad Eracle come risarcimento per un affronto in precedenza fatto dal padre al semidio e da questi ebbe un figlio a cui fu dato il nome di Antioco.
Antioco a sua volta ebbe un figlio a cui diede il nome di Filante e stesso nome del nonno paterno.